# Exist Archive
Exist Archive: The Other Side of the Sky  (jap. Originaltitel: イグジストアーカイヴ: The Other Side of the Sky) ist ein Computer-Rollenspiel des japanischen Entwicklerstudios tri-Ace aus dem Jahr 2015.

## Beschreibung
Der Spielercharakter Kanata Kujo kommt zusammen mit seiner Freundin Ranze Kamigawa bei einem mysteriösen Unglück im Stadtgebiet von Tokio ums Leben. Doch er erwacht scheinbar lebendig auf einer fliegenden Insel in einer Fantasy-Welt namens Protolexa. Dort trifft Kanata erst auf ein mysteriöses Mädchen mit Gedächtnisverlust namens Mayura Tsukishiro, dann auf seine Schulfreunde Mitsuhide Yasakata und Koharu Nagi, denen es ähnlich ergangen ist wie ihm. Als Gruppe erkunden sie  gemeinsam die Spielwelt. Auf einer Karte kann der Spieler zwischen freien Missionen und handlungsrelevanten Aufträgen wählen. Anschließend wechselt das Spiel in eine Sidescrolling-Perspektive, in der der Hauptcharakter vom Spieler ähnlich einem Jump ’n’ Run rennend und springend durch die Spielwelt gelenkt wird. Trifft er auf eine gegnerische Figur und führt einen Angriffsschlag gegen sie aus, wechselt das Spiel in einen Kampfbildschirm mit rundenbasiertem Kampfsystem.
Das Spiel wurde im Juli 2015 im japanischen Spielemagazin Famitsu angekündigt. Entwickler tri-Ace bezeichnete Exist Archive als geistigen Nachfolger zu seiner vorherigen Reihe Valkyrie Profile. Der amerikanische Publisher Aksys Games übernahm die Veröffentlichung des Spiels auf dem westlichen Markt. Während es für den amerikanischen Markt auch eine physische Veröffentlichung auf Datenträger gab, wurde der Titel in Europa lediglich als Download über das PSN veröffentlicht.

## Rezeption
Das Spiel erhielt gemischte Kritiken.

„Fein präsentiertes Rollenspiel mit flottem Kampfsystem, interessantem Plot, und auffälligem Level-Recycling“

In den japanischen Gesamtverkaufscharts für Computerspiele stieg der Titel Ende Dezember in der Vita-Fassung mit 19.984 verkauften Einheiten auf Platz 15 und in der PS4-Fassung auf Platz 17 (17.143 Einheiten) ein.